# Ira Malaniuk
Ira Malaniuk (ucraïnès: Ірина Маланюк; Iryna Malanyuk; Ivano-Frankivsk, 29 de gener de 1919 – Zirl, Tirol, Àustria, 25 de febrer de 2009) fou una contralt operística austríaca nascuda a Ucraïna, que va cantar una gran diversitat de papers d'òpera, des d'obres de Mozart a òperes contemporànies.

## Biografia
Malaniuk va néixer en la ciutat ucraïnesa d'Ivano-Frankivsk. Va estudiar inicialment en Lviv amb Adam Didur, i més tard a Viena amb Anna Bahr-Mildenburg. Va fer el seu debut escènic en Graz el 1945. Va ser contractada per l'Òpera de Zúric el 1947, on va participar en l'estrena de l'òpera Die schwarze Spinne de Willy Burkhard i va cantar en l'estrena local de The Rake's Progress d'Ígor Stravinski.
El 1952 va començar la seva col·laboració amb l'Òpera Estatal de Múnic i l'Òpera de l'Estat de Viena, on les seves participacions van incloure l'Orfeu i Eurídice de Gluck, Macbeth de Verdi i Judith en El castell de Barbablava de Béla Bartók.
Malaniuk va actuar a La Scala de Milà, en el Der Ring des Nibelungen de Wagner sota la direcció de Wilhelm Furtwängler. Va ser convidada també a la Royal Opera House (Covent Garden) de Londres, a l'Òpera Garnier de París, a l'Òpera de Montecarlo, al Festival de Salzburg i al de Bayreuth, en papers com ara Magdalene de Die Meistersinger von Nürnberg de Wagner, Fricka de Die Walküre de Wagner, Brangäne de Tristan und Isolde de Wagner, Waltraute de Götterdämmerung de Wagner, Adelaide d'Arabella de Richard Strauss i Marina de Borís Godunov de Modest Mússorgski.
Al Gran Teatre del Liceu va actuar en dues ocasions: en la temporada 1949-1950 va cantar Borís Godunov (8 de gener de 1950) i en la temporada 1957-1958 va cantar Così fan tutte (19 de gener de 1958).
El 19 de març de 1961 va intervenir en el Victoria Palace Theatre de Londres en un gran concert en memòria del poeta txec Taràs Xevtxenko.
Malaniuk va assolir l'èxit també en òperes en italià, ens els papers de Dorabella de Così fan tutte de Mozart, Vittelia de La clemenza di Tito de Mozart, Azucena de Il trovatore de Verdi, Amneris d'Aida de Verdi i fou també molt activa en concerts i oratoris, cantant sovint la part de contralt de la Novena Simfonia de Beethoven i del Rèquiem de Mozart.
Malaniuk es va retirar dels escenaris el 1971, dedicant-se a l'ensenyament al Conservatori de Música de Graz. Va morir als 90 anys a Zirl, Tirol (Àustria).

## Enregistraments (selecció)
- 1953 – Wagner – Der Ring des Nibelungen – Ira Malaniuk canta Fricka, Waltraute i la segona Norn a Bayreuth amb Clemens Krauss
- 1953 – Mozart – Così fan tutte – Suzanne Danco, Ira Malanuik, Rudolf Schock, Horst Gunter, Edith Oravez, Benno Kusche – Orquestra i Cors de la Ràdio d'Hamburg, Hans Schmidt-Isserstedt – Cantus Classics (cantat en alemany)
- 1953 – Verdi – Der Troubadour – Christel Goltz, Hans Hopf, Ira Malaniuk, Josef Metternich, Wilhelm Schirp – Orquestra i Cors de la Ràdio de Colònia, Ferenc Fricsay – Cantus Classics (cantat en alemany)
- 1955 – Mozart – La clemenza di Tito – Nicolai Gedda, Hilde Zadek, Ilse Wallerstein, Ira Malaniuk, Peter Offermanns, Gerhard Groschel – Orquestra i Cors de la Ràdio de Colònia, Josef Keilberth – Cantus Classics (cantat en italià)